# Couveuse

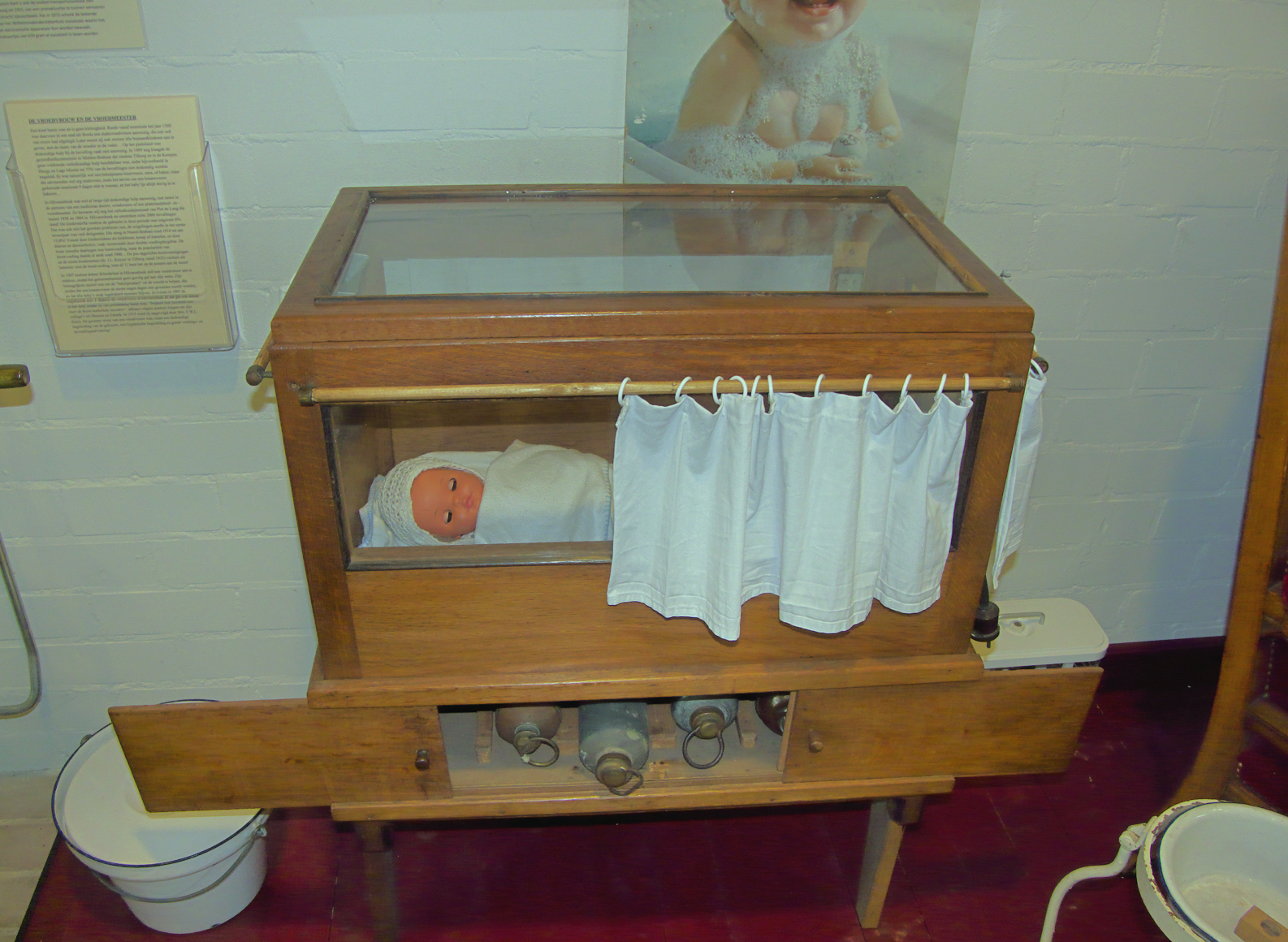
Vroegere couveuse verwarmd met warmwaterkruiken

Een couveuse is een apparaat waarin zieke of te vroeg geboren baby's in een gecontroleerde omgeving geobserveerd en verpleegd kunnen worden.

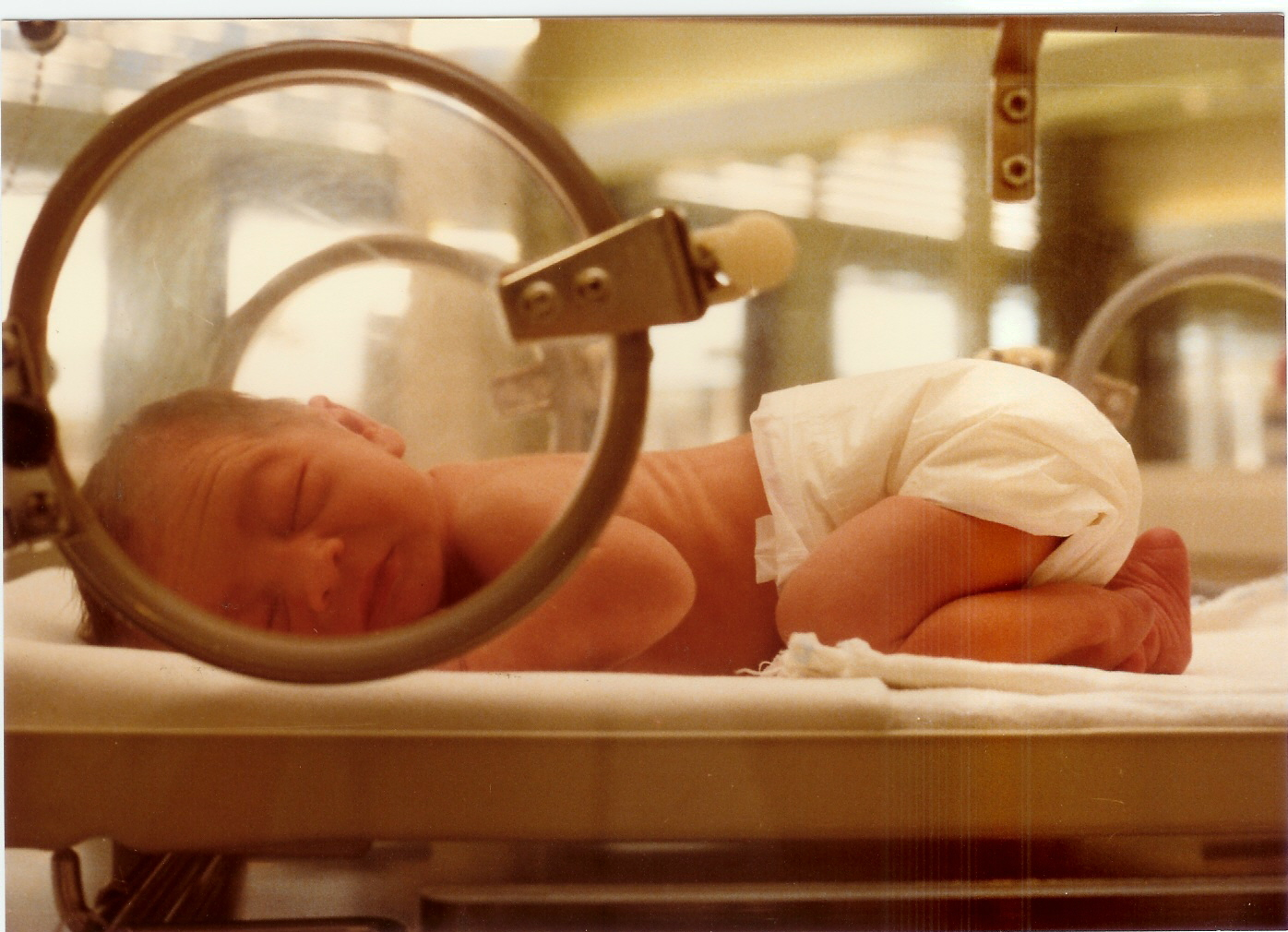
Couveuse

Couveuses hebben meestal de vorm van een doos en zijn gemaakt uit transparante kunststof en omgeven de baby volledig. In een couveuse kan de temperatuur worden geregeld, wat voor prematuren nodig is omdat zij nog geen of erg weinig eigen lichaamsvet hebben en daardoor niet in staat zijn hun eigen temperatuur te regelen. Maar ook de luchtvochtigheid en luchtsnelheid kunnen worden geregeld wat onder meer van belang is voor de beperking van vochtverlies. Verder beperken couveuses de kans op infectie.
Meestal zijn er twee uitsparingen in de couveuse aangebracht met soms zelfs ingebouwde rubberhandschoenen om de baby te kunnen behandelen zonder gevaar voor infectie.

## Geschiedenis
De eerste publicatie over een couveuse (berceau incubateur letterlijk wieg broedmachine) dateert uit 1857. De Fransman Jean-Louis-Paul Denucé (1824-1889) beschreef een wieg met een dubbele wand waar warm water in gegoten kon worden via een trechter. Met een thermometer werd de temperatuur in de gaten gehouden. Indien deze te laag werd, voegde men  weer warm water toe. Onderaan zat een kraan om het afgekoelde water weg te laten lopen. Het lukte Denucé daarmee een te vroeg geboren baby 17 dagen in leven te houden. Het kind stierf echter toch, naar de mening van Denucé door tekortschieten van de voeding. 

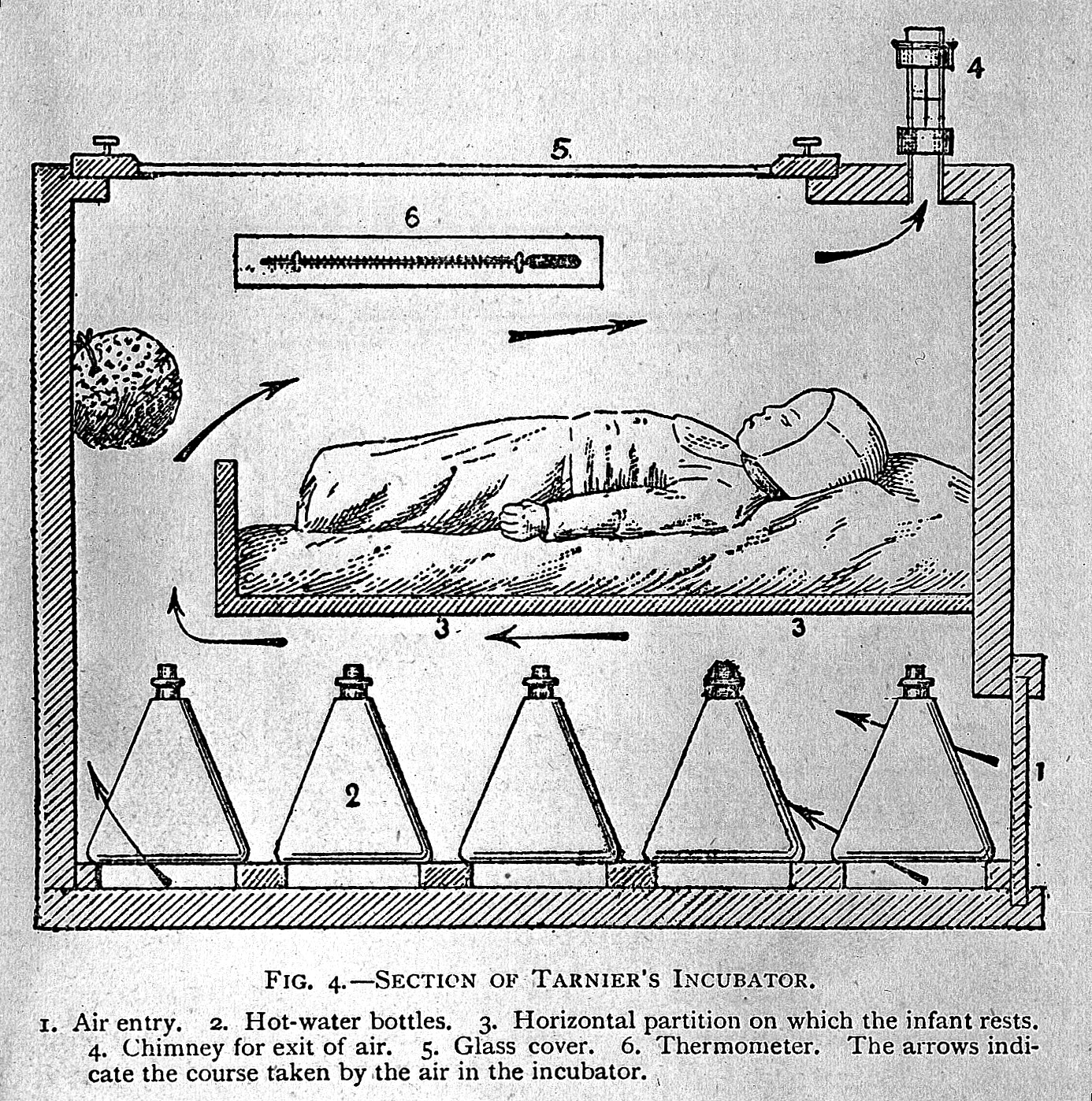
De couveuse van Tarnier

Een latere couveuse voor te vroeg geboren baby's werd bedacht door professor Étienne Stéphane Tarnier en verder toegepast door een vroedvrouw, mw. Henry. Zij werd aangesteld aan de geboortekliniek Port-Royal. Toen zij bij haar eerste werkdag daar, op 13 juli 1881, werd rondgeleid door Tarnier toonde hij haar een warm en vochtig vertrek, waar hij een apparaat ontwikkelde om beter voor te vroeg geboren baby's te zorgen. Het idee was om de baby warm te houden met flessen water onder in een doos. Mw. Henry was betrokken bij de eerste poging om een te vroeg geboren baby in de warme en vochtige atmosfeer te plaatsen. Het kind bleef leven. Daarna volgden meer successen. Mevrouw Henry stelde voor om een speciale afdeling voor te vroeg geborenen te openen, waarmee Tarnier akkoord ging. Het paviljoen werd op 20 juli 1893 in gebruik genomen. Er werden 14 couveuses in geplaatst. Mw. Henry hield de volgende jaren statistieken bij, waaruit bleek dat met de couveuse goede resultaten werden behaald. In de periode daarna werden de couveuse steeds verder verbeterd, o.a. door Alexandre Lion, die een thermostaat toevoegde om de temperatuur stabiel te houden. Een moeilijkheid daarbij was dat er energie voor nodig was, inclusief een set slangen om het kind te omringen met voldoende warme lucht. De couveuse werd daardoor complexer dan de eerdere versies. Het systeem van Lion werd in 1891 getest in Nice en kwam in 1896 naar Parijs.
In de Verenigde Staten was William Champion Deming de eerste arts die de Franse methode om vroeggeborenen te redden uitprobeerde  en verbeterde. De eerste couveusebaby in de VS was Edith Eleanor McLean, die werd geboren op 7 september 1888. Zij werd warm gehouden door een reservoir met 15 gallon warm water.